# Sisters of Avalon (canción de Cyndi Lauper)
«Sisters of Avalon» es una canción interpretada por la cantante y compositora estadounidense Cyndi Lauper, incluida en su quinto álbum de estudio del mismo nombre como el primer sencillo.

## Información de la canción
La canción habla de hermandad y muestra el poder de las mujeres, Lauper quería mostrar a través de la canción y el álbum en su conjunto. Como resultado de la canción, Lauper quería trabajar con mujeres escritores y productores durante una gran parte de la realización del álbum.
Este sencillo fue lanzado sólo en Japón. Un sampler fue lanzado como un promo CD solamente en la Estados Unidos.

### Posicionamiento
| Chart (1997) | Peak position |
| ------------ | ------------- |
| US Adult     | 1             |

### Vídeo
Un video fue filmado para la canción cuando fue lanzado, esto es lo Lauper dijo sobre el video:
"Esta tiene un poco de una historia en la que también porque es una especie de los ritos de paso de la mujer. Tiene símbolos mujeres. Quería mostrar la fuerza de la naturaleza y la energía de la canción. Es realmente maravilloso ... Es como si estuvieras haciendo pinturas y cuando tú eres el artista, a diferencia de cuando alguien más directa, es como un arte escénico. No puedo pensar en cualquier otro trabajo que podría haber en el que puedo disfrutar el proceso de creación de estos películas poco".
Curiosidad: Una de las músicas del vídeo está tocando el piano en una silla de ruedas.
- Datos: Q6130031